# Высокое (Зеньковский район)
Высо́кое (укр. Високе) — украинское село в Зеньковском районе Полтавской области.
Код КОАТУУ — 5321381501. Население по переписи 2001 года составляло 501 человек.
Является административным центром Высоковского сельского совета, в который не входят другие населённые пункты.

## Географическое положение
Село Высокое находится на расстоянии 3 км от сёл Черняки и Тёплое (Гадячский район), и 8 км — от деревни Веприк.
По селу протекает пересыхающий ручей с запрудой.

## История
В период Гетманщины, предположительно, носило название Купчин. Согласно ведомости 1782 года, в хуторе Купчин числилось 268 крестьян, и некоторые другие угодья. Примерно в это же время хутор вместе с крестьянскими подворьями был пожалован в качестве приданого бунчуковым товарищем С. С. Лизогубом своему зятю, будущему дворянину А. Д. Гоголю-Яновскому, деду знаменитого украинского драматурга Николая Гоголя, и с этого момента он становится одним из родовых имений малоросских дворян Яновских, получив название Меркурьевка (в отличие от Васильевки, где дед Гоголя также имел свою усадьбу) — в честь двоюродного дядьки писателя Меркурия Кирилловича.
- С 1782 по 1946 годы — Меркурьевка (Яновщина);
- Село указано на специальной карте Шуберта 1826—40 гг. в Западной части Российской империи[3];
- С 1946 года — село Яновщина переименовано в село Высокое[4].

## Экономика
- Птице-товарная ферма.
- ЧП «Высокое».
- Две водовзводные башни.

Действующая ферма образована на базе бывшего совхоза «Победа».

## Объекты социальной сферы
- детский сад;
- среднеобразовательная школа (в советское время — семилетняя);
- дом культуры с библиотечным залом (т. наз. клуб);
- фельдшерско-акушерский пункт;
- спортивная площадка;
- почтовое отделение;
- стадион;
- сельмаг (в советское время — два).

## Достопримечательности
- Братская могила советских воинов.